# جيرالد لورانس
جيرالد لورانس (بالإنجليزية: Gerald Lawrence)‏ هو ممثل بريطاني (وحمل سابقاً جنسية المملكة المتحدة لبريطانيا العظمى وأيرلندا)، ولد في 23 مارس 1873 بلندن في المملكة المتحدة، وتوفي بنفس المكان في 16 مايو 1957.

## وصلات خارجية
- جيرالد لورانس على موقع IMDb (الإنجليزية)
- جيرالد لورانس على موقع قاعدة بيانات برودواي على الإنترنت (الإنجليزية)
- جيرالد لورانس على موقع قاعدة بيانات الفيلم (الإنجليزية)